# زندگی ۶۰۰ پوندی من
زندگی ۶۰۰ پوندی من (انگلیسی: My 600-lb Life)، یک سریال تلویزیونی واقع نما است که از سال ۲۰۱۲ در شبکه تلویزیونی TLC پخش شد.
هر قسمت یک سال در زندگی افراد چاق با وزن حداقل ۶۰۰ پوند (۲۷۰ کیلوگرم) را دنبال می‌شود و و تلاش آن‌ها را برای کاهش وزن به سطح سالم ثبت می‌کند.
بیماران تحت مراقبت جراح ایرانی-آمریکایی هوستون، یونان نوذرادان قرار می‌گیرند، که اغلب از آن به عنوان دکتر «نو» یاد می‌شود.
در ابتدا آنها با دنبال کردن یک رژیم غذایی دقیق سعی در کاهش وزن خود دارند و سپس بسته به پیشرفت بیمار ممکن است عمل جراحی بای پس معده یا گاسترکتومی آستین، برای کمک به بیشتر در کاهش وزن ارائه دهد.

## مفهوم
این سریال در اصل یک مینی سریال پنج قسمتی بود که شامل چهار بیمار چاق بود.
در فصل ۱، بیماران در طی یک دوره هفت ساله (۲۰۱۱–۲۰۰۴) فیلمبرداری شدند.
با شروع فصل ۲، بیماران فقط برای یک سال فیلمبرداری شدند.
در فصل ۴ این سریال به صورت گذشته نگر، به پیگیری بیماران قبلی برای کاهش وزن خود در ماه‌ها یا سالها پس از جراحی چاقی می‌پردازد.
با شروع فصل ۵، قسمت‌های جدید فیلمبرداری به عنوان قسمت ۲ ساعته به جای ۱ ساعت آغاز شد. این کار قبلاً با داستان ملیسا (به دو قسمت تقسیم شده) و داستان لوپ انجام شده بود.
بازپخش اپیزودهای تحت عنوان "Supersized" و "Extended" که شامل حقایق و فیلم‌های دیگری نیز هستند، در این فصل پخش می‌شود.

## نتایج
شش بیمار از زمان حضور در نمایش جان خود را از دست داد.
- هنری فوتس، که در فصل یک حضور داشت، در اثر بیماری غیر مرتبط با جراحی کاهش وزن در ۱۶ مه ۲۰۱۳ درگذشت.[۳]
- شان میلیکن که در فصل چهارم این نمایش حضور داشت، در ۱۷ فوریه ۲۰۱۹ بر اثر عفونت درگذشت.[۴]
- ال بی بونر، که در ششمین فصل این سریال به نمایش درآمد، در ۲ اوت ۲۰۱۸ خودکشی کرد.[۵]
- لیزا فلمینگ، سومین شرکت کننده در فصل ششم، در ۲۳ اوت ۲۰۱۸ درگذشت.[۶]
- راب بوچل در فصل ششم به نمایش درآمد و در ۱۵ نوامبر ۲۰۱۷، هنگام فیلمبرداری این نمایش، ضمن اقامت در یک مرکز پرستاری ماهر در هیوستون، دچار حمله قلبی شدیدی شد.[۷] درگذشت بوچل اولین مرگی بود که در اپیزود مربوط بیمار به نمایش درآمد.
- کلی میسون، شرکت کننده هفتمین فصل نمایش، در ۱۵ فوریه ۲۰۱۹ بر اثر نارسایی قلبی درگذشت. مرگ میسون دومین سری از این سریال بود که در اپیزود مربوط بیمار به نمایش درآمد.[۸]

سوزان فارمر، که در یک قسمت از فصل سوم این سریال در قسمت نمایش ظاهر شد، به دلیل وزن خود، با نوروپاتی روبرو شد که در این نمایش به تصویر گذاشت.

## اسپین آف
در ژانویه سال ۲۰۱۵، شبکه تی ال سی، شروع به پخش برنامه "زندگی ۶۰۰ پوندی من: اکنون آنها کجا هستند؟" کرد.
هدف از این اسپین آف، بروزرسانی بینندگان در ماجرای کاهش وزن افرادی است که در فصول گذشته به نمایش گذاشته شده‌اند.
از سال ۲۰۱۸، پنج فصل از " اکنون آنها کجا هستند؟" پخش شده‌است